# كارلوس رافاييل رودريغيز
كارلوس رافاييل رودريغيز (بالإسبانية: Carlos Rafael Rodríguez)‏ هو سياسي كوبي، ولد في 23 مايو 1913 في سينفويغوس في كوبا، وتوفي في 8 ديسمبر 1997 في هافانا في كوبا بسبب مرض باركنسون. حزبياً، نشط في الحزب الشيوعي الكوبي.

## روابط خارجية
- كارلوس رافاييل رودريغيز على موقع مونزينجر (الألمانية)